# Lincoln (Lincolnshire)
Lincoln je hlavní město anglického hrabství Lincolnshire. Nemetropolitní distrikt Lincoln má, podle výsledků sčítání obyvatel z roku 2001 101 000 obyvatel, území města včetně předměstí má 120 779 obyvatel a spolu s okolními vesnicemi jež patří do spádové oblasti města (neoficiálně nazýván Greater Lincoln) je to asi 250 000 obyvatel.

## Historie
Nejstarší stopy osídlení v oblasti Lincolnu pocházejí z Doby železné a jsou to zbytky kruhového dřevěného obydlí (objevené roku 1972), které jsou datovány do 1. století př. n. l. Toto stavení bylo postaveno u hlubokého zálivu řeky Witham na úpatí vysokého pahorku (kde později Normané postavili katedrálu a hrad). V současné době není možno odhadnout velikost této osady, protože její pozůstatky jsou zakryty pozdější zástavbou.
Název města zřejmě pochází z této doby, kdy byla osada v keltštině nazývána Lindu (tmavý záliv). Ať už byl původ jména jakýkoli Římané ho upravili na Lindum (nebo také Lindum Colonia) a anglosasové na Lincoln.
Římané dobyli tuto část Británie roku 48 a krátce nato na pahorku nad řekou postavili legionářskou tvrz, která chránila jimi vytvořenou cestu Fosse Way. Poté, co se legie přesunula do Yorku se osada stala útočištěm vojenských vysloužilců a byla pojmenována na Lindum Colonia (nebo také Colonia Domitiana Lindensium, podle svého zakladatele). V té době byla obec dosažitelná z moře po řekách Trent a Witham a byla střediskem provincie Flavia Caesariensis. Ale na konci 5. století byla osada téměř zcela opuštěná.
Po prvním vpádu Vikingů nabyl Lincoln znovu na důležitosti. V té době byl obchodním centrem s takovým významem, že mohl nechat razit mince ve vlastní mincovně. Po ustanovení Danelawu v roce 886 se stal jedním z pěti výsadních měst v East Midlands. Dva roky po vpádu Normanů roku 1086 nechal Vilém I. postavit v Lincolnu
hrad. Místem pro jeho stavbu se stalo, pro jeho strategickou polohu, návrší kde kdysi stávalo římské opevnění a byla využita i původní silnice.
Stavba první Lincolnské katedrály byla zahájena poté co se zde přesunula diecéze z Dorchesteru a byla dokončena roku 1092. Po poškození požárem byla rekonstruována ale zničilo ji neobvyklé zemětřesení v roce 1185. Nová katedrála byla daleko rozsáhlejší než původní a výška věží dosáhla 160 m.
Lincolnský biskup byl důležitou osobou ve středověké Anglii. Lincolnshire jako největší diecéze měla více klášterů než zbytek země. Když byla podepisována Magna Charta, byl lincolnský biskup Hugo z Wellsu jedním z účastníků. Jeden ze čtyř dochovaných originálů tohoto dokumentu je nyní uchován v Lincolnském hradu.
Roku 1150 byl Lincoln jedním z nejbohatších měst Anglie. Základem jeho prosperity byly sukno a vlna exportované do Flander. Lincolnští tkalci založili cech, který měl zajišťovat a podporovat výrobu kvalitního lincolnského sukna. V budově, kde měl cech centrum, jsou v místnosti, kde se scházeli představitelé cechu, uloženy cechovní insignie. V Lincolnu se dochovaly tři starobylé kostely. St Mary le Wigford a St Peter at Gowts pochází z 11. století a St Mary Magdalene je z konce 13. století.
V Lincolnu existovala velmi dobře zavedená židovská komunita, jedna z pěti nejvýznamnějších v Anglii. Ta byla neprávem obviněna z údajné rituální vraždy malého chlapce zvaného Hugo z Lincolnu, který byl místně označován za svatého a zván „malý“ pro odlišení jeho jmenovce, oficiálně svatořečeného biskupa († 1200). Roku 1190 vypukly v Norfolku antisemitské nepokoje, které se rozšířily i do Lincolnu. Obyvatelé této menšiny využili ochrany královských úředníků ale jejich domovy byly zpustošené. Židé byli hromadně vypovězeni z města a celé Anglie roku 1290.
Anglická reformace znamenala pro lincolnskou diecézi zrušení hlavního zdroje příjmů poté co bylo ve městě uzavřeno sedm klášterů. To bylo doprovázeno i uzavřením okolních opatství což dále snížilo politický vliv regionu. Když se hlavní věž katedrály v roce 1549 zřítila a nebyla znovu opravena byl to důležitý symbol ekonomického a politického úpadku města.

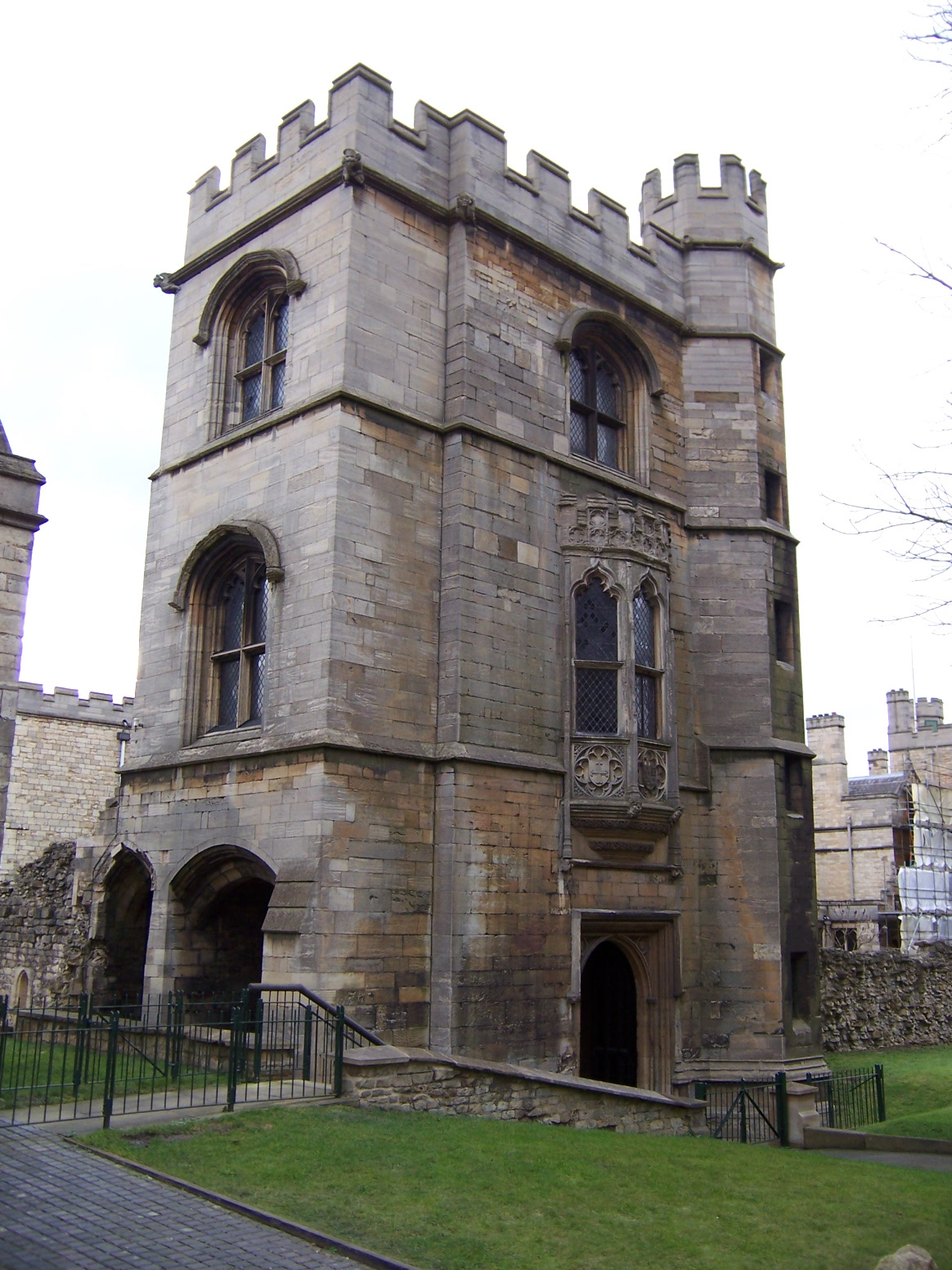
Biskupský palác v Lincolnu

V období Anglické občanské války se Lincoln nacházel na rozhraní území ovládaného royalisty a parlamentaristy. Kontrolu nad městem tak postupem doby získávaly obě strany. Válkou bylo poničeno mnoho budov. Lincoln v té době neměl žádné významné průmyslové zastoupení, neměl přístup k moři a ani prostředky od poutníků.
V 18. století začal Lincoln znovu prosperovat díky rozvoji zemědělství. Opětovné otevření kanálu Foss Dyke zvýšilo dostupnost uhlí a jiných surovin pro rozvoj průmyslu ve městě. Spolu s ekonomickým rozvojem došlo i k rozšíření rozlohy města začleněním Wesst Common. Průmyslová revoluce a zavedení železničního spojení s okolními částmi země způsobily další rozvoj města, ve kterém vznikaly průmyslové společnosti zaměřené na těžké strojírenství například na výrobu dieselových lokomotiv.
V letech 1904 až 1905 bylo město zasaženo epidemií tyfu[nepřesný odkaz], způsobenou znečištěnou pitnou vodou z jezera Hartsholme a řeky Witham. Nakaženo bylo asi 1000 lidí z nichž asi 113 zemřelo, včetně člověka zodpovědného za zásobování města pitnou vodou Matthewa Robinsona. Pro vytvoření nového zdroje pitné vody pro město byla poté postavena Westgate Water Tower.
V době světových válek se průmyslová produkce přeorientovala na zbrojní výrobu. První tank na světě byl navržen a sestrojen v Lincolnu ve společnosti William Foster & Co. Ltd v době první světové války. V průběhu druhé světové války produkovaly zbrojní továrny tanky, letadla, munici a vojenská vozidla. V poválečném období byly postaveny nová předměstí ale těžký průmysl spíše upadal.

## Ekonomika

Znak Lincolnu

Ekonomika Lincolnu je založena na sektoru poskytování služeb, obchodu, zemědělství a turistice jen s malým podílem průmyslové výroby. Pozůstatkem původní průmyslové činnosti jsou opuštěné haly připomínající skladiště. Některé z nich jsou nyní využívány jako kancelářské prostory nebo sportoviště. Podobně jako jiná města Spojeného království má i Lincoln dobře rozvinutou infrastrukturu pro počítačovou komunikaci, jež je základem pro provozování internetového obchodu (RecycledShop.com, TopToners.com, Attitude.uk.com).
V posledních letech došlo také k rozvoji maloobchodu. Důvodem je zájem na tom aby lidé z Lincolnu a okolí utráceli své peníze ve městě a aby mohl Lincoln konkurovat takovým obchodním centrům jaké jsou v Nottinghamu nebo Sheffieldu. V okolí Tritton Road byly otevřeny obchody mnoha řetězců – NEXT, Freemans a ASDA Living.

## Doprava

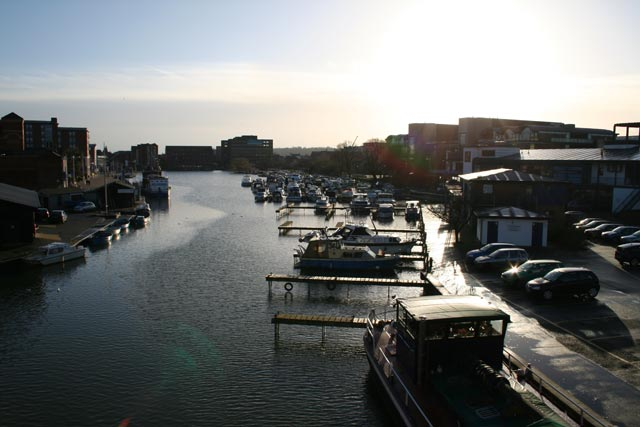
Brayford Pool

Z lincolnské hlavní železniční stanice vyjíždějí spoje do okolních měst - Newark-on-Trent, Grimsby, Nottinghamu, Leicesteru a Sheffieldu. Elektrifikace East Coast Mainline v 80. letech ale způsobila zrušení přímého spojení do Londýna a nyní je třeba při cestě do hlavního okna přestupovat v Newarku nebo Nottinghamu. Tato elektrifikace ale přinesla zvýšený počet nákladních vlaků převážejících suroviny projíždějících přes Lincoln.

## Vzdělání
V Lincolnu se nacházejí dvě instituce poskytující vysokoškolské vzdělání. Bishop Grosseteste University College, založená roku 1862 jako instituce spojená s Anglikánskou církví pro vzdělání učitelů. V 90. letech rozšířila výuku i a na umělecké obory.
Větší Lincolnská univerzita byla založena roku 1996 jako fakulta University of Lincolnshire and Humberside. V roce 2001 do ní byly začleněny i Lincoln Art College a Riseholme Agricultural College. Ve školním roce 2005/2006 ji v denním studiu navštěvovalo 8 292 studentů.
Další institucí pro vzdělávaní dospělých je Lincoln College, která je největší vzdělávací institucí v Lincolnshire pro 18 500 studentů z nichž je 2 300 zařazeno do denního studia.

## Sport
V Lincolnu působí profesionální fotbalový klub Lincoln City FC, přezdívaný Imps, jehož domovský stadión Sincil Bank se nachází na jižním okraji města. Poté, co jeho hlavní sponzor ITV Digital utrpěl finanční ztráty byl klub navržen do bankrotu, ale byl zachráněn ze sbírek jeho fanoušků. Dalšími fotbalovými kluby ve městě jsou Lincoln United FC, Lincoln Moorlands F.C., Lincoln Griffins Ladies F.C. a Lincoln Railway F.C.

## Turistické atrakce

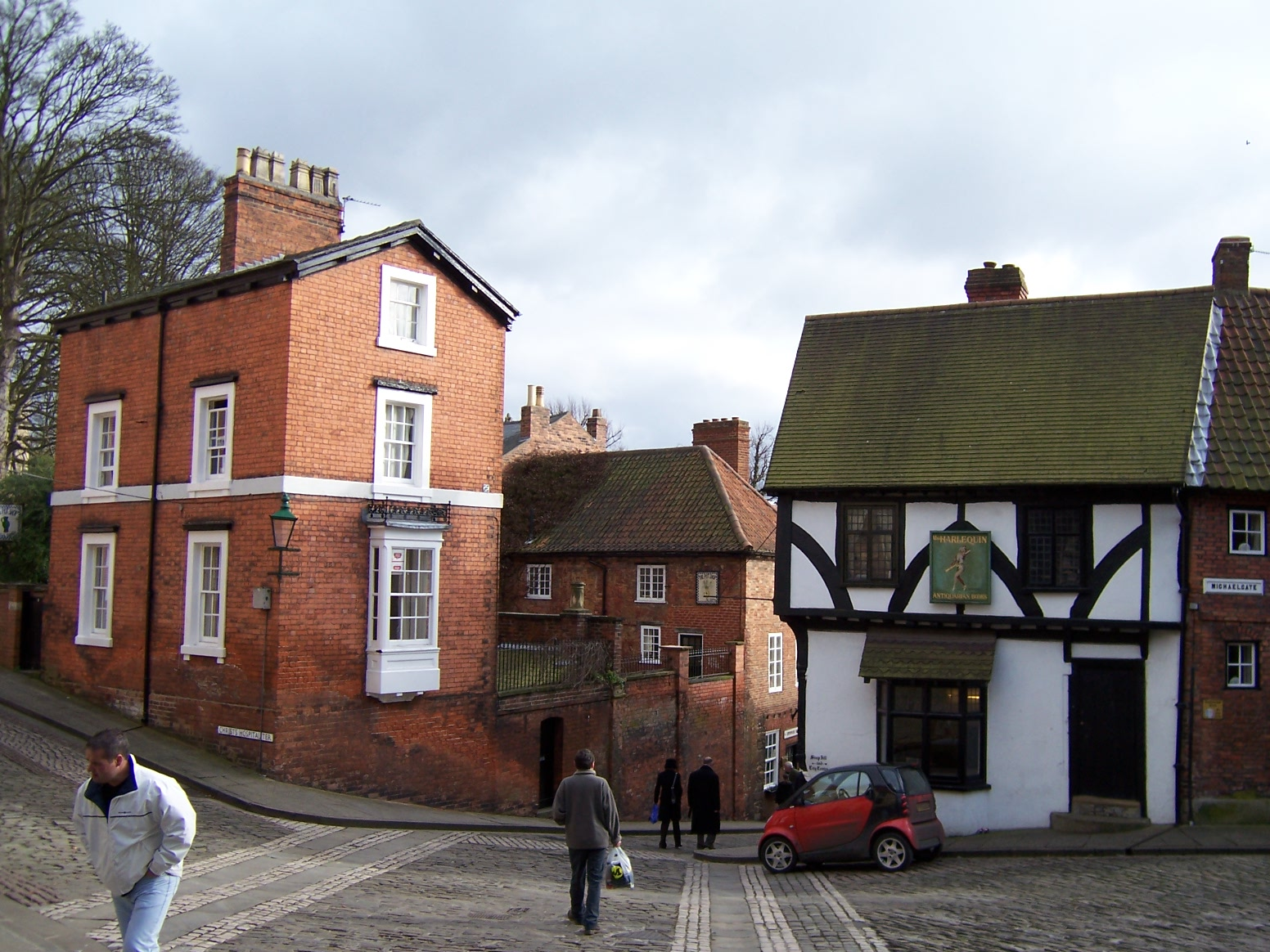
Obchůdky na Steep Hill

Turistika je pro Lincoln důležitým odvětvím. Mezi hlavní turistické atrakce patří katedrála, hrad, obchůdky na Steep Hill a Bailgate a muzeum Lincolnshire – Collection. Jeho nejznámější částí je Usher Gallery umístěná částečně v nové účelově postavené budově obsahující asi 2 milióny exponátů.
Mezi další turistické atrakce je možno zařadit Muzeum života v Lincolnshire a Skleník sira Josepha Bankse nedaleko od hradu. Z důvodu klimatických podmínek navštíví město nejvíce turistů na jaře a také v druhém víkendu v prosinci, kdy se v obvodu Bailgate, konají vánoční trhy. V srpnu, tradičně poslední víkend, se ve městě koná největší steampunkový festival v Evropě, Weekend at the Asylum.